# Gloeopodiaceae
Famille
Les Gloeopodiaceae sont une famille d'algues de l'embranchement des Ochrophyta  de la classe des Xanthophyceae et de l’ordre des  Mischococcales.

## Étymologie
Le nom vient du genre type Gloeopodium, composé du préfixe gloe-, du grec γλοία / gloía, colle, (de glea, gelée) », et du suffixe grec ποδιον / podion, « petit pied ; patte », en référence au fait que cet
« organisme unicellulaire et solitaire, forme (quand il est attaché) des colonies arborescentes... produisant à une extrémité un stipe robuste et mucilagineux ».

## Liste des genres
Selon AlgaeBase (2 avril 2022) :
- Gloeopodium Pascher, 1939